# Vitamina-K-epossido reduttasi (sensibile alla warfarina)
La vitamina-K-epossido reduttasi (sensibile alla warfarina) è un enzima appartenente alla classe delle ossidoreduttasi, che catalizza la seguente reazione:
2-metil-3-fitil-1,4-naftochinone + ditiotreitolo ossidato ⇄ 2,3-epossi-2,3-diidro-2-metil-3-fitil-1,4-naftochinone + 1,4-ditiotreitolo
Nella reazione inversa, la vitamina K 2,3-epossido è ridotta a vitamina K e probabilmente a vitamina K idrochinone dal 1,4-ditiotreitolo, il quale è ossidato a disolfuro; anche alcuni altri ditioli e 4-butantioli possono agire. L'enzima è fortemente inibito dalla warfarina.